# ARL 44
Char de transition ARL 44 — французский танк, разработанный во время Второй мировой войны. После её окончания было выпущено всего 60 таких танков. Базировался на довоенном пехотном танке Renault B1. Гибрид устаревшего шасси 1930-х годов и башни с достаточно мощным вооружением оказался неудачным, особенно на фоне английского Центуриона, американских M26 Pershing, M46 Patton, советского ИС-3.
Устаревшая ходовая часть не давала ARL 44 большой надёжности передвижения, но мощное орудие могло пробивать лобовую броню немецких танков, а хорошее бронирование лба танка позволяло выдерживать попадания мощных орудий тех времён. Выпуск этого танка был обусловлен в первую очередь политическими причинами, с целью показать сохранившийся научно-технический и технологический уровень французской промышленности после оккупации. В боевых условиях танк не применялся.

## История использования
Боевого применения танк ARL 44 никогда не имел. 26 октября 1950 года этот тип был переклассифицирован в истребитель танков. ARL 44 были переданы полку 503e Régiment de Chars de Combat, дислоцированному в коммуне Мурмелон-ле-Гран, и до конца 1950 года заменили семнадцать танков Пантера, ранее состоявших на вооружении этой части. При эксплуатации ARL 44 в первое время проявил себя как очень ненадёжная боевая машина: тормоза, коробка передач и подвеска часто ломались, что привело к нескольким серьезным авариям. Специальная программа усовершенствования устранила большинство этих недостатков. ARL 44 появился на публике единственный раз, когда десять машин участвовали в параде в честь Дня взятия Бастилии 14 июля 1951 года. Когда французским танкистам стали поставляться американские танки M47 Patton, у которых также было 90-мм орудие, в 1953 году танки ARL 44 были сняты с вооружения французской армии. В ноябре 1953 года их сняли с производства. Было предложено либо списать их, либо использовать в качестве стационарных огневых точек для усиления пограничных укреплений. В конечном счёте 20 декабря 1954 года было принято решение об их списании. Некоторые из этих танков использовались в качестве мишеней на армейских полигонах.

## Сохранившиеся экземпляры
- Франция — ARL 44, ранее использовавшийся в качестве мишени для огневых испытаний, находится в музее бронетехники в Сомюре.
- Франция — коммуна Мурмелон-ле-Гран.

### В стендовом моделизме
- Сборная модель ARL 44 из пластика в масштабе 1:35 выпускается японской компанией Amusing Hobby[1].